# Савченко, Александра Яковлевна
Алекса́ндра Я́ковлевна Са́вченко (8 мая 1942, Измаил, Одесская область — 6 ноября 2020) — советский педагог, вице-президент Национальной академии педагогических наук Украины, главный научный сотрудник Института педагогики НАПН Украины, академик-основатель Национальной академии педагогических наук Украины, доктор педагогических наук, профессор, заслуженный работник образования Украины, почетный профессор многих вузов Украины, специалист в области общей педагогики и дидактики начальной школы.

## Обучение и педагогическая работа
А. Савченко в 1958—1963 гг. училась на факультете педагогики и методики начального обучения Измаильского государственного педагогического института.
С 1963 по 1967 годы работала учителем начальных классов школ г. Киева и преподавателем Киевского государственного педагогического института имени А. М. Горького.

## Научная деятельность
Александра Яковлевна в 1967 году вступила в аспирантуру Научно-исследовательского института педагогики. Затем прошла путь: младшего научного сотрудника, заведующей лабораторией начального обучения института.
В 1971 г. защитила кандидатскую диссертацию «Дидактический прием сравнения как средство обучения и развития младших школьников». А докторскую диссертацию — в 1984 г.
В 1992 г. была назначена на должность главного ученого секретаря вновь созданной Академии педагогических наук Украины.
А. Савченко является автором педагогической системы формирования познавательной самостоятельности младших школьников.
Подготовила 15 докторов и 32 кандидатов педагогических наук, Председатель Межведомственного совета по координации научных исследований по педагогических и психологических наук на Украине, Глава Всеукраинской ассоциации Василия Сухомлинского. Входит двух специализированных советов по защите докторских диссертаций и в состав редколлегий ряда научных изданий, член президиума ВАК Украины.
Опубликовал более 600 научных трудов. Среди них: монографии «Развитие познавательной самостоятельности младших школьников», учебник для студентов «Дидактика начального образования», пособия «Современный урок в начальных классах», «Воспитательный потенциал начального образования», учебники и методические пособия по литературному чтению, основам здоровья.

## Министерский опыт
В период 1995 по 2000 годы Александра Яковлевна занимала должность заместителя Министра образования Украины по руководству образовательным ведомством Михаилом Захаровичем Згуровским и Валентином Александровичем Зайчуком.
Принимала активное участие в подготовке законодательной базы и формировании стратегии развития украинского образования и науки. Является одним из авторов Государственного стандарта для основной и старшей школы, концепции 12-летней общеобразовательной школы.

## Награды и звания
Награждена орденами «Знак Почета», княгини Ольги І, ІІ, ІІІ степени, князя Ярослава Мудрого V степени (2017), Почетной Грамотой Верховной Рады Украины, Почетной Грамотой Кабинета Министров Украины, медалями НАПН Украины «Ушинский К. Д.», «Григорий Сковорода», нагрудными знаками Министерства образования и науки Украины «Василий Сухомлинский», «А. С. Макаренко».
Заслуженный работник образования Украины.
Решением Ученого совета Университета от 7 декабря 2009 г. (протокол № 11).Савченко присвоено звание почетного профессора Киевского университета имени Бориса Гринченко.

## Перечень публикаций
- Савченко Олександра Яківна Дидактика початкової школи: Підручник для вузів / Олександра Яківна Савченко . — Київ: Генеза, 2002 . — 368 с. — Бібліогр. у підстроч. приміт. — ISBN 966-504-295-5 .
- Савченко Олександра Яківна Теоретичні підходи до визначення якості шкільної освіти [Текст] / О. Я. Савченко // Шлях освіти. — 2006. — N4. — С. 2-6
- Савченко Олександра «Я утверджую себе через працю». Штрихи життєвого шляху жінки-науковця: Інтерв’ю з віце-президентом АПН України Олександрою Савченко головного редактора журналу Ольги Виговської / О. Савченко // Директор школи, ліцею, гімназії. — 2007. — N 1/2. — С. 72-77
- Савченко Олександра Яківна Розвивальний потенціал змісту освіти у 12-річній школі / О. Я. Савченко // Шлях освіти. — 2008. — N 2. — С. 2-7
- Савченко Олександра Яківна Досвід реформування української освіти: уроки і подальший поступ [Текст] / О. Я. Савченко // Шлях освіти. — 2010. — N 3. — С. 2-6
- Савченко Олександра Яківна Компетентнісний підхід як чинник модернізації початкової освіти / О. Я. Савченко // Наука і освіта: наук.-практ. журн. Півд. наук. Центру АПН України. — 2011. — № 4(Педагогика). — С. 13-16.
- Савченко Олександра Яківна Взаємозв’язок ключових і предметних компетентностей у контексті формування у молодших школярів уміння вчитися / О. Я. Савченко // Імідж сучасного педагога. — 2012. — № 6. — С. 3-6.
- Савченко Олександра Яківна Нове покоління Державного стандарту для початкової школи: від задуму до реалізації [Текст]: [інтерв’ю з акад. НАПН У
- Савченко О. Я. Розвиток змісту початкової освіти в умовах державного суверенітету України: методологічний, законодавчий, дидактичний аспекти [Текст] / О. Я. Савченко // Педагогічна і психологічна науки в Україні: Збірник наукових праць: в 5 т. / Нац. акад. пед. наук України. — Київ: Педагогічна думка, 2012. — Т. 3 : Загальна середня освіта. — С. 61-74 . — ISBN 978-966-644-215-7